# Kites
Kites (bra: As Barreiras do Amor) é um filme indiano lançado em 2010 protagonizado por Steven Michael Quezada, Hrithik  Roshan e Bárbara Mori.

## Sinopse
Um jovem é deixado gravemente ferido em um deserto mexicano, o  que o mantém vivo, é a esperança de encontrar sua amada Natasha, que está noiva de outro homem.

## Elenco
| Ator/Atriz             | Papel            |
| ---------------------- | ---------------- |
| Steven Michael Quezada | Cop              |
| Hrithik Roshan         | Jay Ray          |
| Bárbara Mori           | Natasha          |
| Kangana Ranaut         | Gina B. Grover   |
| Kabir Bedi             | Bob Grover       |
| Luce Rains             | Bounty Hunter    |
| Anand Tiwari           | Robin            |
| Ronald Robert Hamilton | Railyard Worker  |
| Jamie Haqqani          | Policial         |
| Dave Colon             | Polícia mexicana |
| Nicholas Brown         | Tony B. Grover   |
| Yuri Suri              | Jamaal           |

## Recepção
No site agregador de críticas Rotten Tomatoes, 71% das 28 resenhas dos críticos são positivas.